# Красная Горка (Омская область)
Красная Горка — село в Омском районе Омской области. В составе Дружинского сельского поселения.

## История
Основано в 1901 г. В 1928 г. хутор Герц состоял из 4 хозяйств, основное население — немцы. Центр Красноярского сельсовета Любинского района Омского округа Сибирского края.

## Население
| 2006 | 2010 |
| ---- | ---- |
| 949  | ↘926 |